# Vladimir Arzumanjan
Vladimir Arzumanjan (armeniska: Վլադիմիր Արզումանյան, Vladimir Arzuwmanjan), född 26 maj 1998, är en armenisk sångare.
Den 5 september 2010 vann han den armeniska nationella uttagningen till Junior Eurovision Song Contest 2010 med sin låt "Mama" (Մամա). Han fick 18 poäng och vann, endast en poäng före tvåan Lidushik & Meri Grigorjan som fick 17 poäng. Vid finalen i Minsk fick han startnummer 10, och efter omröstningen stod han som segrare, endast en poäng före Rysslands Elizaveta Drozd och Aleksandr Lazin. Detta innebar Armeniens första seger och bästa resultat någonsin i Junior Eurovision Song Contest.